# Alexander Frey
Alexander Frey là chỉ huy dàn nhạc giao hưởng, nghệ sĩ organ, nghệ sĩ dương cầm, đàn harpsichord và nhà soạn nhạc người Mỹ. Frey đang được yêu cầu rất nhiều với tư cách là một trong những nhạc trưởng linh hoạt nhất thế giới, và thành công rực rỡ trong phòng hòa nhạc và nhà hát opera, cũng như trong âm nhạc của Broadway và Hollywood. Anh ấy cũng đã nhận được sự hoan nghênh của giới phê bình cho những màn trình diễn và sự tận tâm của mình đối với âm nhạc của Pháp.
Ngoài việc thường xuyên xuất hiện với tư cách là nhạc trưởng trong các chuỗi buổi hòa nhạc lớn, Frey còn rất thường xuyên được kêu gọi thay thế những nhạc trưởng đã hủy bỏ lời đính hôn, thường là vào phút cuối, và được biết đến là người có thể học hoàn toàn toàn bộ các chương trình hòa nhạc hầu như chỉ qua đêm và theo sau với những màn trình diễn có chiều sâu tuyệt vời.
Vào tháng 1 năm 2008, trong một cuộc phỏng vấn được phát sóng trên Radio Cairo khi đang thực hiện ở Ai Cập, Frey đã nói rằng "Âm nhạc là một hòn đảo yên bình trong một dòng sông buồn."
Frey được mô tả là "một nhân vật hóm hỉnh, hài hước, có thiên tài và sức hút rộng rãi tỏa sáng trong các buổi biểu diễn của anh ấy trên sân khấu và trong cuộc trò chuyện ngoài sân khấu". Tác giả và nhà sử học từng đoạt giải Pulitzer, Studs Terkel gọi ông là "Người đàn ông thời Phục Hưng". Trong một cuộc phỏng vấn sau đó trên tờ The Guardian nhân kỷ niệm sinh nhật lần thứ 95 của mình, Terkel đã thảo luận về "gu âm nhạc đa dạng và mang phong cách riêng của mình, từ Bob Dylan đến Alexander Frey, Louis Armstrong đến Woodie Guthrie". Frey cũng được nhà văn người Mỹ và người dẫn chương trình Đồng hành cùng Prairie Home Companion Garrison Keillor, gọi là "một kẻ phá đám, Oscar Levant trẻ". Noël Coward ", và rằng "anh ấy có vẻ giống như một nhân vật kinh điển trong thời kỳ hoàng kim của vở nhạc kịch Broadway".
Trong những năm gần đây, anh ấy đã bắt đầu chơi độc tấu của mình với một ngọn đèn bên cạnh hoặc trên cây đàn piano cung cấp ánh sáng sân khấu duy nhất (và thường là ánh sáng duy nhất trong phòng hòa nhạc), và một tấm thảm phương Đông bên dưới nhạc cụ để "tạo ra một sự thân mật giữa khán giả của tôi và âm nhạc, như thể tất cả mọi người đang ở trong phòng khách của tôi cùng lắng nghe".
Một cư dân của Berlin, Đức, Frey thường xuyên được cộng đồng ngoại giao của thành phố mời biểu diễn cho các nguyên thủ quốc gia bao gồm Tổng thống Bill Clinton và Đạt Lai Lạt Ma, và các cựu thủ tướng Đức Helmut Kohl và Gerhard Schroeder, cùng những người khác. Ông là một thành viên nổi bật của cộng đồng trí thức và nghệ thuật Berlin.
Alexander Frey là một Nghệ sĩ Steinway chính thức.
Frey là Nghệ sĩ lưu trú của Lễ hội Gaulitana, một lễ hội âm nhạc quốc tế lớn kéo dài một tháng được tổ chức trên đảo Gozo ở Malta.
Alexander Frey cũng là Công dân danh dự (Cittadino Onorario) của thành phố Bari, Ý. Anh đã nhận được vinh dự này trong một buổi lễ ngay sau buổi biểu diễn mà anh chỉ huy với Dàn nhạc Sinfonica della Provincia di Bari vào năm 2009.
Frey là người gốc Hy Lạp và Thụy Sĩ (Alsatian) với gia đình hiện đang định cư ở Hy Lạp, Mulhouse và Paris.

## Nhạc trưởng
Alexander Frey là nhạc trưởng chính của Dàn nhạc giao hưởng Rome từ năm 1996 đến năm 2004, và trong thời gian đó là giám đốc âm nhạc người Mỹ duy nhất của dàn nhạc giao hưởng Ý. Ông được bổ nhiệm làm nhạc trưởng của Dàn nhạc Giao hưởng Bohemia (sau này được đặt tên là Dàn nhạc Thính phòng Stern) tại Praha, Cộng hòa Séc từ năm 2000–2006.
Nhiều khách mời của Frey xuất hiện bao gồm các buổi biểu diễn ở năm châu lục với Rio de Janeiro Philharmonic, Seoul Philharmonic Orchestra, Athens State Symphony Orchestra (Hy Lạp), Orchestra dell'Arena di Verona, Gulbenkian Orchestra, Rome Philharmonic Orchestra, Seoul Royal Symphony Orchestra, Cairo Symphony Dàn nhạc, Orquesta Sinfónica del Estado de México (dàn nhạc giao hưởng bang Mexico), dàn nhạc Filarmonica della Calabria, dàn nhạc Sinfonica Siciliana, dàn nhạc Varna Philharmonic, Collegium Symphonium Veneto (Padova), và dàn nhạc giao hưởng Sibelius cùng những người khác. Anh cũng chỉ huy Ensemble Europa (thành viên của dàn nhạc Israel Philharmonic và Deutsche Oper) trong các buổi hòa nhạc cháy vé ở Jerusalem, Tel Aviv, Haifa và Berlin nhân kỷ niệm 50 năm Thế chiến II và giải phóng các trại tập trung. Năm 2006, ông chỉ huy buổi hòa nhạc chính thức của dàn nhạc ở Prague (với dàn nhạc thính phòng Stern) kỷ niệm sinh nhật lần thứ 250 của Mozart vào ngày kỷ niệm ngày sinh của nhà soạn nhạc. Năm 2010, anh là nhạc trưởng người Mỹ duy nhất được mời chỉ huy dàn nhạc Ý cho Festa della Repubblica, ngày độc lập của Ý mà tất cả các dàn nhạc lớn ở Ý tổ chức các buổi hòa nhạc để tôn vinh nhân dịp này.
Frey cũng đã từng là Giám đốc âm nhạc cho các tác phẩm lớn tại Liên hoan Quốc tế Edinburgh (nơi anh được trao Giải thưởng nhà phê bình của liên hoan), Wiener Festwochen (nhà hát an der Wien, Vienna), lễ hội Venice (Teatro La Fenice), lễ hội Hà Lan, lễ hội châu Âu lần thứ năm, liên hoan Opera Copenhagen, nhà hát Karlin (Praha), nhà hát Opera nhà nước Varna, nhà hát Opera Română Craiova và liên hoan Quốc tế Elena Teodorini.
Từ năm 1992 đến năm 1996, ông là Giám đốc âm nhạc của nhà hát nổi tiếng nhất của Đức, Berliner Ensemble, được thành lập bởi Bertolt Brecht, nơi ông hợp tác với đạo diễn sân khấu nổi tiếng Peter Zadek. Frey là người Mỹ đầu tiên giữ một vị trí tại Berliner Ensemble, đồng thời là Giám đốc Âm nhạc không phải người Đức đầu tiên của nhà hát; những người tiền nhiệm lịch sử của ông, những người giữ cùng chức vụ giám đốc âm nhạc bao gồm các nhà soạn nhạc Kurt Weill, Hanns Eisler và Paul Dessau. Khi ở đó, sự hợp tác nghệ thuật của Zadek và Frey đã làm nên lịch sử sân khấu bằng cách sản xuất một số tác phẩm mang tính cách mạng và sáng tạo. Họ chuyển đổi phim của Vittorio De Sica Phép màu ở Milan (Miracolo e Milano) cho sân khấu sử dụng toàn bộ kịch bản đối thoại thực tế từ bộ phim. Frey nghĩ ra ý tưởng khôi phục toàn bộ bản nhạc gốc và biểu diễn trực tiếp trong suốt vở kịch bằng cách sử dụng chính xác các tín hiệu âm nhạc như trong phim, đánh dấu lần đầu tiên kỹ thuật này được sử dụng. Ông đã lặp lại phương pháp này cho lần sản xuất tiếp theo ở Áo của phiên bản sân khấu của bộ phim Arsenic and Old Lace. Đối với Phép màu ở Milan, Frey và dàn dựng đã được đề cử cho Giải thưởng Nhà phê bình Nhà hát Berlin. Ngoài việc chỉ đạo âm nhạc cho 7 tác phẩm lớn khác tại BE, Frey còn sản xuất và đạo diễn vở kịch A Paul Dessau Evening của Berliner Ensemble, một hồi tưởng đa phương tiện về các tác phẩm âm nhạc và kịch của giám đốc âm nhạc của nhà hát những năm 1950.

## Biểu diễn piano/organ
Là nghệ sĩ piano và organ, Frey đã biểu diễn với nhiều dàn nhạc giao hưởng bao gồm Berlin Philharmonic, San Francisco Symphony, Leipzig Gewandhaus Orchestra, Munich Symphony Orchestra, Hollywood Bowl Orchestra, Vienna Radio Symphony Orchestra (ORF), Rundfunk-Sinfonieorchester Berlin (Berlin Radio Symphony Dàn nhạc), dàn nhạc dell'Arena di Verona, Deutsches Symphonie-Orchester Berlin, dàn nhạc giao hưởng Rome, dàn nhạc của Teatro Regio di Torino (người mà anh ấy đã xuất hiện với tư cách nghệ sĩ độc tấu trong 3 buổi hòa nhạc khai mạc mở cửa nhà hát opera mới được phục hồi của Torino), dàn nhạc giao hưởng Cairo, Orquesta Sinfónica del Estado de México (dàn nhạc giao hưởng bang Mexico), dàn nhạc giao hưởng Bohemian Prague, dàn nhạc thính phòng của Palacio de Bellas Artes (dàn nhạc thính phòng của nhà hát opera Thành phố Mexico), dàn nhạc Filarmonica Italiana, dàn nhạc giao hưởng Monterrey (Mexico) (UANL), dàn nhạc Sinfonica Siciliana và Berliner Bach Akademie cùng những người khác, dưới sự chỉ huy của các nhạc trưởng như Claudio Abbado, John Mauceri, Michael Tilson Thomas vàHoward Shore.
Anh thường xuyên chơi độc tấu với giọng nam cao đoạt giải Grammy nổi tiếng, Jerry Hadley. Frey đã biểu diễn nhạc thính phòng với nghệ sĩ violin Ruggiero Ricci và Vermeer Quartet, trong số những người khác. Ricci và Frey đã biểu diễn buổi hòa nhạc chính thức của Thành phố New York nhân kỷ niệm ba năm năm ngày sinh của Johann Sebastian Bach, được tổ chức tại Hội trường Alice Tully đã bán hết vé vào đúng ngày sinh nhật lần thứ 300 của nhà soạn nhạc. Ông đã thực hiện buổi hòa nhạc đôi ở châu Âu với nhà văn Mỹ và A Prairie Home Companion chủ Garrison Keillor. Năm 2001, Frey biểu diễn trực tiếp cho đài BBC (với giọng nữ cao huyền thoại Marta Eggerth) khi hai nghệ sĩ biểu diễn độc tấu cùng nhau ở Mỹ và Châu Âu, trong đó có các buổi biểu diễn cháy vé tại Hội trường Wigmore ở Luân Đôn và ở New York tại Hội trường Alice Tully của Trung tâm Lincoln. Anh ấy cũng đã thực hiện một chương trình toàn Verdi cho RAI ở Ý.
Alexander Frey là nghệ sĩ organ đầu tiên biểu diễn toàn bộ bản giao hưởng của Gustav Mahler như một tác phẩm độc tấu cho organ. Thành tích lịch sử này đã giúp Frey biểu diễn trực tiếp bản chuyển âm organ Mahler's Symphony # 5 (do Jerry Kinsella chuyển soạn) được coi là một trong bảy buổi biểu diễn được tạp chí The American Organist liệt kê là "sự kiện quan trọng nhất liên quan đến organ trong thế kỷ 20".
Alexander Frey là nghệ sĩ dương cầm đầu tiên từng biểu diễn các tác phẩm piano hoàn chỉnh của Leonard Bernstein trước công chúng, và ông đã cho ra mắt thế giới về Năm ngày kỷ niệm của Bernstein, Mười ba ngày kỷ niệm và Valse Gaea. Anh ấy đã thực hiện chu trình trên khắp Châu Âu, Châu Á và Hoa Kỳ.
Năm 2012, Frey biểu diễn 4 buổi độc tấu đàn organ bán hết vé trong một ngày cuối tuần tại Phòng trưng bày Nghệ thuật Quốc gia ở Washington, DC. Các buổi hòa nhạc bao gồm âm nhạc của Pháp như một phần của lễ kỷ niệm mở cửa trở lại các phòng trưng bày Pháp mới được cải tạo của bảo tàng.
Trong bộ phim tài liệu của Barrie Gavin, Erich Wolfgang Korngold-Adventures of Wunderkind: A Portrait and Concert, Frey biểu diễn một số tác phẩm solo keyboard và lần đầu tiên nghe công chúng bản giao hưởng thứ hai của Korngold, chỉ tồn tại trong bản thảo piano. Phần lớn nhạc nền piano trong phim cũng được lấy từ phần biểu diễn âm nhạc của nhà soạn nhạc Frey.

## Ghi giải thưởng
Là một nghệ sĩ thu âm được đánh giá cao, đĩa compact và DVD của Alexander Frey đã nhận được Giải thưởng Preis der Deutschen Schallplattenkritik (trước đây được gọi là Deutscher Schallplattenpreis, một trong những danh hiệu ghi âm cao nhất của Đức), Giải thưởng ECHO Klassik, Sự lựa chọn của các nhà phê bình truyền thông Pháp, Bản ghi âm hay nhất của Năm (Tạp chí Fi), Bản ghi âm diễn viên gốc hay nhất của năm-2005 (Nhạc biên giới), Bản thu âm được yêu thích nhất của năm-2005 (ArkivMusic), Huy chương Đồng Thế giới của Liên hoan New York, Sự lựa chọn của nhà phê bình của BBC, Bản thu của tháng (MusicWeb, Vương quốc Anh), CD nhạc cụ hay nhất trong tháng (Tạp chí Galaxie, Canada) và CD hay nhất tháng (tác phẩm kinh điển mới hay nhất). Bản ghi âm của anh ấy về Korngold'sGiữa hai thế giới cho piano và dàn nhạc (trên nhãn Decca) đã được Tạp chí Gramophone liệt kê là một trong 250 Bản thu âm hay nhất mọi thời đại. Tháng 6 năm 2005 đánh dấu sự ra đời của một đĩa CD mới của Frey tiến hành ghi trên thế giới ra mắt của Leonard Bernstein của Peter Pan, mà Frey khôi phục từ bản thảo của nhà soạn nhạc, trong đó có gần một giờ của âm nhạc trước đây chưa từng có. Bản thu âm lịch sử này có sự góp mặt của ngôi sao Broadway Linda Eder trong vai Wendy và Daniel Narducci hát trong vai thuyền trưởng Hook. CD đạt vị trí thứ 8 trên Billboard Classical Music Chart®, trở thành bản thu âm tại rạp hát có doanh thu cao thứ ba trong những tuần sau khi phát hành, đưa Frey trở thành Nghệ sĩ đứng đầu bảng xếp hạng Billboard ® vừa là nhạc trưởng vừa là nghệ sĩ piano. Nó cũng trở thành bản thu âm bán chạy nhất của Koch International Classics (nay được gọi là Entertainment One), công ty thu âm đã sản xuất nó. CD của Frey về bản nhạc piano độc tấu hoàn chỉnh của Leonard Bernstein (cũng trên Koch International Classics) được coi là màn trình diễn cuối cùng của bản nhạc đó  Dự án đang thực hiện của anh ấy là thu âm các tác phẩm piano hoàn chỉnh của Erich Wolfgang Korngold (Koch International Classics) và ông được coi là người phiên dịch hàng đầu cho nhạc keyboard của Korngold. Bản ghi âm của Alexander Frey trênCác nhãn Koch International Classics (Entertainment One), Decca, Deutsche Grammophon, Sony, RCA Red Seal và Bach Guild.

## Âm nhạc đương đại và âm nhạc của Hollywood
Kể từ những năm 1990, Frey đã duy trì một cam kết mạnh mẽ đối với cả âm nhạc đương đại và âm nhạc điện ảnh của Hollywood, điều này đã được thể hiện rõ trong nhiều buổi ra mắt thế giới và khu vực mà anh tham gia. Tại " Liên hoan Hollywood in Vienna " năm 2009 được tổ chức ở Vienna, Áo, Frey đã trình diễn trực tiếp công khai đầu tiên về âm nhạc của John Williams trong bộ phim Bảy năm ở Tây Tạng của Jean-Jacques Annaud khi anh chơi bản piano chuyển soạn toàn bộ bản nhạc của bộ phim đó.. Ông cũng thực hiện công diễn ra mắt thế giới của Max Steiner 's Wiener Lob và sao chép đàn piano quy mô lớn của David Arnold ' nhạc s cho bộ phim Ngày Độc lậptrong buổi hòa nhạc với sự tham dự của Arnold. Tại Mexico, Frey đã tiến hành các buổi biểu diễn công chiếu ở Mỹ Latinh cả nhạc của Bernard Herrmann cho phim Vertigo của Alfred Hitchcock và nhạc của Franz Waxman cho phim năm 1941 Dr. Jekyll và Mr. Hyde. Ông cũng đã có buổi biểu diễn đầu tiên trước công chúng âm nhạc của Erich Wolfgang Korngold cho bộ phim Giữa hai thế giới năm 1944, cũng như buổi ra mắt tại châu Âu của bộ phim Suite from Schindler's List do John Williams sáng tác và dàn dựng. Trong phim tài liệu của Barrie Gavin, Erich Wolfgang Korngold-Adventures of Wunderkind: A Portrait and Concert, Frey trình diễn buổi nghe công chúng đầu tiên bản giao hưởng thứ hai của Korngold, được sáng tác ở Hollywood vào cuối cuộc đời nhà soạn nhạc và chỉ tồn tại trong bản nhạc piano, ngoài việc chơi một số tác phẩm bàn phím độc tấu và phần lớn nhạc nền piano.
Ông đã tiến hành James Helme Sutcliffe 's Gymnopedie và Đêm Âm nhạc (cả hai công chiếu lần đầu trên thế giới), Charles Kalman ' s Hudson Concerto, Naji Hakim 's Hymne de l'Univers (Bắc Mỹ chiếu) và Ada Gentile ' s Adagio và Adagio Prima, Adagio Thứ hai. Như nghệ sĩ piano, Frey đã đưa ra công diễn ra mắt thế giới của Leonard Bernstein 's Năm Anniversaries và Thirteen Anniversaries, cũng như châu Âu và công chiếu lần đầu châu Á của nhà soạn nhạc mà Sonata cho Piano. Anh ấy đã cho ra mắt thế giới vềErich Wolfgang Korngold 's Vier Walzer (Bốn Waltz), Kurt Weill ' s Albumblatt (công việc duy nhất của nhà soạn nhạc cho độc tấu piano) và Franz Schubert là lúc bấy giờ chưa được công bố Fugue in D nhỏ cho đàn organ.
Frey là Cố vấn âm nhạc cho Liên hoan phim Hollywood tại Vienna từ năm 2007–2013.

## Tiểu sử đài phát thanh
Một chương trình radio dài một giờ về cuộc đời và công việc của Frey, do tác giả từng đoạt giải Pulitzer là Studs Terkel chủ trì, được phát sóng trên Chương trình Studs Terkel, vào năm 1997 trên khắp nước Mỹ. Chương trình Studs Terkel, được phát sóng trên kênh 98.7 WFMT Chicago từ năm 1952 đến năm 1997. Chương trình kéo dài một giờ được phát sóng mỗi ngày trong tuần. Trong chương trình này, Terkel đã phỏng vấn các khách mời đa dạng như Martin Luther King, Leonard Bernstein, Mort Sahl, Bob Dylan, Alexander Frey, Dorothy Parker, Tennessee Williams, Jean Shepherd và Big Bill Broonzy.

## Giáo dục
Frey đã học piano trong nhiều năm ở Chicago với tư cách là phụ tá của nghệ sĩ piano, nghệ sĩ chơi đàn harpsichord và giáo viên Gavin Williamson (1898–1989), một trong những người có liên hệ trực tiếp cuối cùng với môn piano thế kỷ 19, và là học trò của Arthur Schnabel, Wanda Landowska, và Ethel Leginska. Các giáo viên dạy đàn organ của ông ở khu vực Chicago là Richard Webster và Edward Mondello. Anh nhận bằng Cử nhân Âm nhạc và Thạc sỹ Âm nhạc (cả hai bằng danh dự) từ Trường Âm nhạc, Sân khấu & Múa Đại học Michigan, nơi anh học đàn organ với Robert Glasgow, chỉ huy với Gustav Meier và sáng tác với William Albright và William Bolcom.